# Dilobura spinolae
Dilobura spinolae är en insektsart som beskrevs av Charles Jean-Baptiste Amyot och Jean Guillaume Audinet Serville 1843. Dilobura spinolae ingår i släktet Dilobura och familjen lyktstritar. Inga underarter finns listade i Catalogue of Life.